# GMX/Web.de Multimessenger
GMX/Web.de Multimessenger war ein Instant-Messaging-Dienst von GMX, 1und1 und Web.de, der unter drei verschiedenen Marken veröffentlicht wurde. Die dazugehörige Software war bis auf das Aussehen identisch und verwendete das offene Kommunikationsprotokoll XMPP.

## Geschichte
GMX, 1und1 und Web.de sind Marken der United Internet AG und starteten November 2006 einen GMX MultiMessenger, 1und1 MultiMessenger und einen WEB.DE MultiMessenger in der Version 1.0. Text-Chats und Dateientausch war möglich. Im April 2007 wurde mit Version 2.0 Beta die Unterstützung für zusätzliche Protokolle eingebaut und die Produkte in GMX MultiMessenger und WEB.DE MultiMessenger umbenannt. Seit November 2007 gibt es die Version 2.1, ebenfalls noch Beta. Am 4. März 2008 wurde die Version 3.0 veröffentlicht, die als Neuerungen E-Mail-Benachrichtigungen und Abruf der Nachrichten aus den Online-Kontaktnetzwerken StudiVZ, Lokalisten, Myspace, Wer-kennt-Wen und Facebook mitbringt. Diese Version wird als erste ohne Beta in der Versionsangabe von den Anbietern bereitgestellt.
Am 12. November 2014 wurden die Nutzer darüber benachrichtigt, dass zum 1. Dezember 2014 sowohl der MultiMessenger eingestellt als auch die dahinter stehenden Server abgeschaltet werden, sodass von diesem Zeitpunkt an auch keine Nutzung über alternative Messenger mehr möglich sein wird.

## Funktionsumfang
- Bestehende Messenger-Konten von Yahoo, ICQ, Windows Live (früher MSN), AIM lassen sich mit diesem Programm vereinen
- andere XMPP-Messenger können kontaktiert werden
- Textchat mit Grafik-Emoticons
- Dateiübertragung sowie Audio- und Video-Kommunikation
- Anbindung an GMX und WEB.DE E-Mail-Postfach, bei GMX auch SMS-Versand möglich (falls Anmeldung mit GMX oder WEB.DE E-Mail-Adresse)
- Eine WWW-Suchfunktion ist ebenfalls integriert, wobei sich der Hersteller hier auf Google als Anbieter festlegt
- Skins, Anwesenheitsstatus, persönlicher Spruch und eigene Benutzerbilder lassen sich anpassen
- Verschlüsselung von Textnachrichten und Dateiübertragung
- Empfangen von Nachrichten aus den Online-Kontaktnetzwerken StudiVZ, Lokalisten, MySpace, Wer kennt Wen und Facebook
- kann portabel eingesetzt werden

## Technische Informationen
Als Benutzername dient bei der Anmeldung an diesem Jabber-Netzwerk die jeweilige E-Mail-Adresse. Ursprünglich musste man einen Domain-abhängigen Verbindungs-Server einstellen. Heute entspricht dieser dem hinteren Teil nach dem @-Zeichen und wird somit automatisch konfiguriert.
Ursprüngliche Verbindungs-Server (heute noch erreichbar, allerdings mit Zertifikatswarnung):
- GMX (gmx.com, gmx.net, gmx.at, gmx.ch, gmx.de): xmpp-gmx.gmx.net
- WEB.DE: xmpp-webde.gmx.net
- andere Domains (gmx.biz, gmx.info, gmx.org, gmx.co.uk, gmx.eu, gmx.fr, caramail.com, quantentunnel.de, …): jabber.gmx.net

Als Dateiübertragungsproxy dient der Server proxy.jabber.org auf Port 7777.